# Жан Акрский
Жан де Бриенн (фр. Jean de Brienne; ум. 1296), по прозвищу Акрский (d'Acre) — кравчий Франции, участник Восьмого крестового похода.

## Биография
Младший сын иерусалимского короля Жана де Бриенна и его третьей жены Беренгарии Леонской (1204—1237), племянник Бланки Кастильской и двоюродный брат Людовика IX. 
В 1244 вместе с братьями и сёстрами был отправлен ко двору Людовика. В 1258 был назначен кравчим Франции. В 1263 ездил в Англию по приглашению своего кузена принца Эдуарда, с которым поддерживал хорошие отношения. Участвовал в крестовом походе Людовика IX в Тунис, в ходе которого умер его брат Альфонс Акрский. 
В 1272 участвовал в посольстве в Рим к папе Григорию X. В 1276 был направлен Филиппом III в Кастилию, чтобы защищать права детей Фернандо де ла Серды на престол и добиться возвращения приданого Бланки Французской. Помог Бланке и нескольким сторонникам дома де ла Серда бежать из Кастилии. 
В 1279—1281 управлял Шампанью в отсутствие Эдмунда Ланкастера, мужа регентши Бланки д’Артуа. В 1280 руководил жестоким подавлением восстания горожан Провена, возмущённых податями, которые собирали для финансирования похода Филиппа III в Наварру, и убивших мэра. Значительное число жителей богатого торгового города было казнено или изгнано, а сам Провен лишили привилегий, и он пришёл в запустение. В 1281 Ланкастер объявил амнистию, но восстановить разрушенное хозяйство не удалось. 
Жан де Бриенн был одним из 38 свидетелей в ходе процесса канонизации Людовика в 1282.

## Семья
1-й брак (1250/1252): Жанна де Шатоден (ум. 1254), дочь Жоффруа VI, виконта де Шатоден, и Клеменции де Рош, вдова Жана I де Монфора
дочь:
- Бланка де Бриенн (ум. после 1285). Муж (до 1267): Гийом II де Фьенн (ум. 1302), барон де Тенгри и де Фиенн

2-й брак (до 1257, развод в 1265): Мария де Куси (ум. 1284/1285), дочь Ангеррана III де Куси и Марии де Монмирайль, вдова Александра II, короля Шотландии